# Telema tenella
Telema tenella är en spindelart som beskrevs av Simon 1882. Telema tenella ingår i släktet Telema och familjen Telemidae. Inga underarter finns listade i Catalogue of Life.